# Моль (Кальвадос)
Моль (фр. Mosles) — коммуна во Франции, находится в регионе Нижняя Нормандия. Департамент коммуны — Кальвадос. Входит в состав кантона Тревьер. Округ коммуны — Байё.
Код INSEE коммуны — 14453.

## Население
Население коммуны на 2010 год составляло 370 человек.
| 1962 | 1968 | 1975 | 1982 | 1990 | 1999 | 2010 |
| ---- | ---- | ---- | ---- | ---- | ---- | ---- |
| 260  | 275  | 235  | 247  | 261  | 253  | 370  |

## Экономика
В 2010 году среди 227 человек трудоспособного возраста (15—64 лет) 170 были экономически активными, 57 — неактивными (показатель активности — 74,9 %, в 1999 году было 69,8 %). Из 170 активных жителей работали 158 человек (85 мужчин и 73 женщины), безработных было 12 (6 мужчин и 6 женщин). Среди 57 неактивных 16 человек были учениками или студентами, 22 — пенсионерами, 19 были неактивными по другим причинам.